# Dmytro Bojko
Dmytro Wjaczesławowycz Bojko ukr. Дмитро В'ячеславович Бойко (ur. 30 września 1981 w Czernihowie) – ukraiński piłkarz, grający na pozycji pomocnika, a wcześniej napastnika.

## Kariera piłkarska

### Kariera klubowa
Wychowanek klubu Junist' Czernihów, barwy którego bronił w juniorskich mistrzostwach Ukrainy (DJuFL). Karierę piłkarską rozpoczął w ałczewskiej Stali. Wiosną 2003 rozegrał 4 mecze na wypożyczeniu w rosyjskim SKA-Eniergija Chabarowsk. W 2007 bronił barw klubu Hirnyk Krzywy Róg. W kwietniu 2008 występował w zespole Jednist' Płysky, po czym wyjechał do Estonii, gdzie podpisał kontrakt z klubem Sillamäe Kalev.